# Schwabniederhofen
Schwabniederhofen ist ein Ortsteil der oberbayerischen Gemeinde Altenstadt im Landkreis Weilheim-Schongau.

## Lage
Das zwei Kilometer nördlich von Altenstadt gelegene Kirchdorf erstreckt sich knapp eineinhalb Kilometer lang in Nord-Süd-Richtung am Westufer der Schönach. Zwischen Schwabniederhofen und Hohenfurch verläuft die Fuchstalbahn.

## Geschichte
Schwabniederhofen wird erstmals um 1170 in einem Tauschbrief Herzogs Welf VI. genannt. Ab 1265 gehörte das Vogteirecht der Kirche dem Kloster Steingaden. 1314 gingen alle Rechte über die Kirche an das Kloster Rottenbuch, das auch die Betreuung der Pfarrei übernahm.
Die ehemals selbständige Gemeinde Schwabniederhofen wurde am 1. Mai 1978 nach Altenstadt eingemeindet.

## Sehenswürdigkeiten

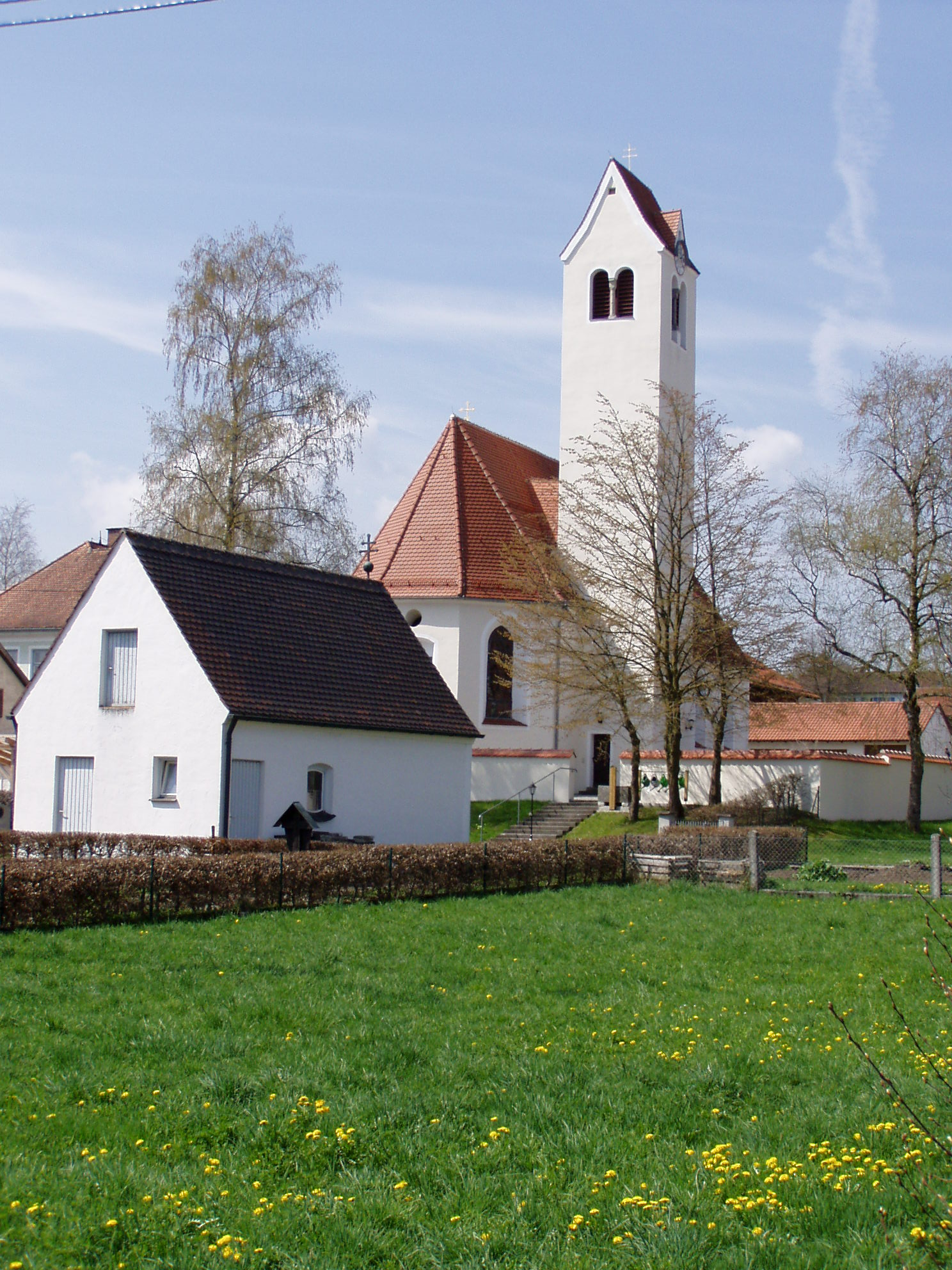
Katholische Pfarrkirche Heilig Kreuz

- Katholische Pfarrkirche Heilig Kreuz, im Kern spätgotisch
- Wohnhaus mit Kurven und Kanten[2], entworfen von Architekt Fritz Offner

## Bodendenkmäler
Siehe: Liste der Bodendenkmäler in Altenstadt (Oberbayern)

## Persönlichkeiten
- Dietmar Herz (1958–2018), Politikwissenschaftler und politischer Beamter